# Селянинов, Василий Алексеевич
Василий Алексеевич Селянинов (10 июля 1725 — 2 ноября 1788) — русский кораблестроитель XVIII века, построил более 20 судов различного ранга и класса для Российского императорского флота, разработчик проекта «новоизобретённых кораблей», корабельный мастер бригадирского ранга, генерал-майор.

## Биография
Селянинов Василий Алексеевич родился в начале XVIII века, 10 июля (по старому стилю) 1725 года. В 1740 году поступил на службу корабельным учеником.
Первым судном, которое самостоятельно В. А. Селянинов построил в Санкт-Петербургском адмиралтействе был 36-пушечный прам «Олифант», заложенный 27 ноября 1757 года и спущенный на воду 26 июня 1758 года. В 1761 году корабельный мастер майорского ранга Селянинов был командирован на Соломбальскую верфь в Архангельск, где 20 августа 1762 года заложил два 66-пушечных линейных корабля «Не тронь меня» (спущен на воду 20 мая 1763 года) и «Саратов» (спущен 30 апреля 1765 года), а также 32-пушечный фрегат «Надежда» (спущен 20 мая 1763 года). Корабли участвовали в русско-турецкой войне 1768—1774 годов. 17 февраля 1764 года Селянинов, совместно с корабельным мастером Давыдовым, заложили на Соломбальской верфи 32-пушечный фрегат «Африка». 13 мая 1768 года корабль вошёл в состав Балтийского флота. В 1766—1768 годах Селянинов построил три 22-пушечные пинки: «Лапоминк», «Венера» и «Сатурн». В 1767 году корабел был произведён в корабельные мастера ранга подполковника.
В 1768 году Селянинов вернулся в Санкт-Петербург. В конце года он участвовал в разработке проекта «новоизобретённых кораблей» четырёх типов, которое решило строить Адмиралтейств-коллегия. С 1769 года Селянинов строил в Санкт-Петербурге 74-пушечный линейный корабль «Святой великомученик Пантелеймон» и 78-пушечный «Иезекиль». 9 октября 1770 года в Санкт-Петербургском адмиралтействе корабельный мастер заложил 66-пушечный линейный корабль «Давид Селунский». Однако из-за ветхости стапеля набор был разобран и перенесён на другой стапель, корабль был перезаложен 15 ноября 1773 года. Спуск корабля на воду состоялся 24 июня 1779 года, корабль вошёл в состав Балтийского флота.
В 1771 году Селянинов на Кронштадтской верфи построил 10-пушечные бомбардирские трехмачтовые корабли «Марс» и «Юпитер». В 1772 году корабельные мастера Селянинов и И. В. Ямес разработали чертежи ластовых больших судов, которые смогли бы беспрепятственно проходить через банки от Олонецкой и Соломбальской верфей в Санкт-Петербург. Данные чертежи Адмиралтейств-коллегия утвердила для постройки судов на Олонецкой верфи. 14 июня 1773 года при торжественном спуске кораблей «Святой великомученик Пантелеймон» и «Иезекиль» императрица Екатерина II произвела Василия Селенинова в корабельные мастера полковничьего ранга.
20 января 1776 года Селянинов с двумя штурманскими партиями был командирован на Днепр, чтобы выбрать место для строительства новой верфи и гавани, оценить имеющийся корабельный лес. Адмиралтейств-коллегия на основании изучения собранных материалов и обмеров подтвердила вывод о строительстве гавани и верфи в урочище Александр-Шанц на правом берегу Днепра в 30 км от его впадения в лиман, вскоре там была построена Херсонская верфь.
В феврале 1779 года Селянинов прибыл в Херсон. 21 апреля 1777 года он был пожалован в обер-интенданты. 26 мая 1779 года на Херсонской верфи по повелению Светлейшего князя Г. А. Потемкина был заложен первый на Черноморском флоте 60-пушечный корабль «Святая Екатерина». Строился корабль под руководством мастера В. А. Селянинова. При закладке корабел на 0,3 м увеличил глубину осадки корабля, сделав это без каких-либо объяснений в рапортах Адмиралтейств-коллегий. В 1780 году по заявлению генерал-лейтенанта И. А. Ганнибала Адмиралтейств-коллегия корабль признала негодным. Селянинов был отстранён от его дальнейшей постройки. Весной 1780 года к строительству корабля, переименованного в «Преображение Господне» приступил корабельный мастер Семён Афанасьев. Из-за плохой организации работ строительство корабля затянулось на три года. Корабль был спущен на воду 16 сентября 1783 года.
В 1781 году Селянинов из Херсона вернулся в Санкт-Петербург и достраивал совместно с Ямесом 74-пушечные линейные корабли «Победослав» (спущен на воду 26 июня 1782 года) и «Святая Елена» (спущен 6 сентября 1785 года). 26 июля 1782 года кораблестроители Селянинов и Ямес заложили в Санкт-Петербургском адмиралтействе 100-пушечный корабль «Иоанн Креститель» («Чесма»), который был спущен на воду 6 сентября 1783 года. В 1783 году Селянинов достроил на Галерной верфи в Санкт-Петербурге и спустил на воду 14-пушечный бомбардирский корабль «Гром».
1 января 1784 года В. Селянинов был уволен от службы на пенсию с чином генерал-майора.